# Irina Demick

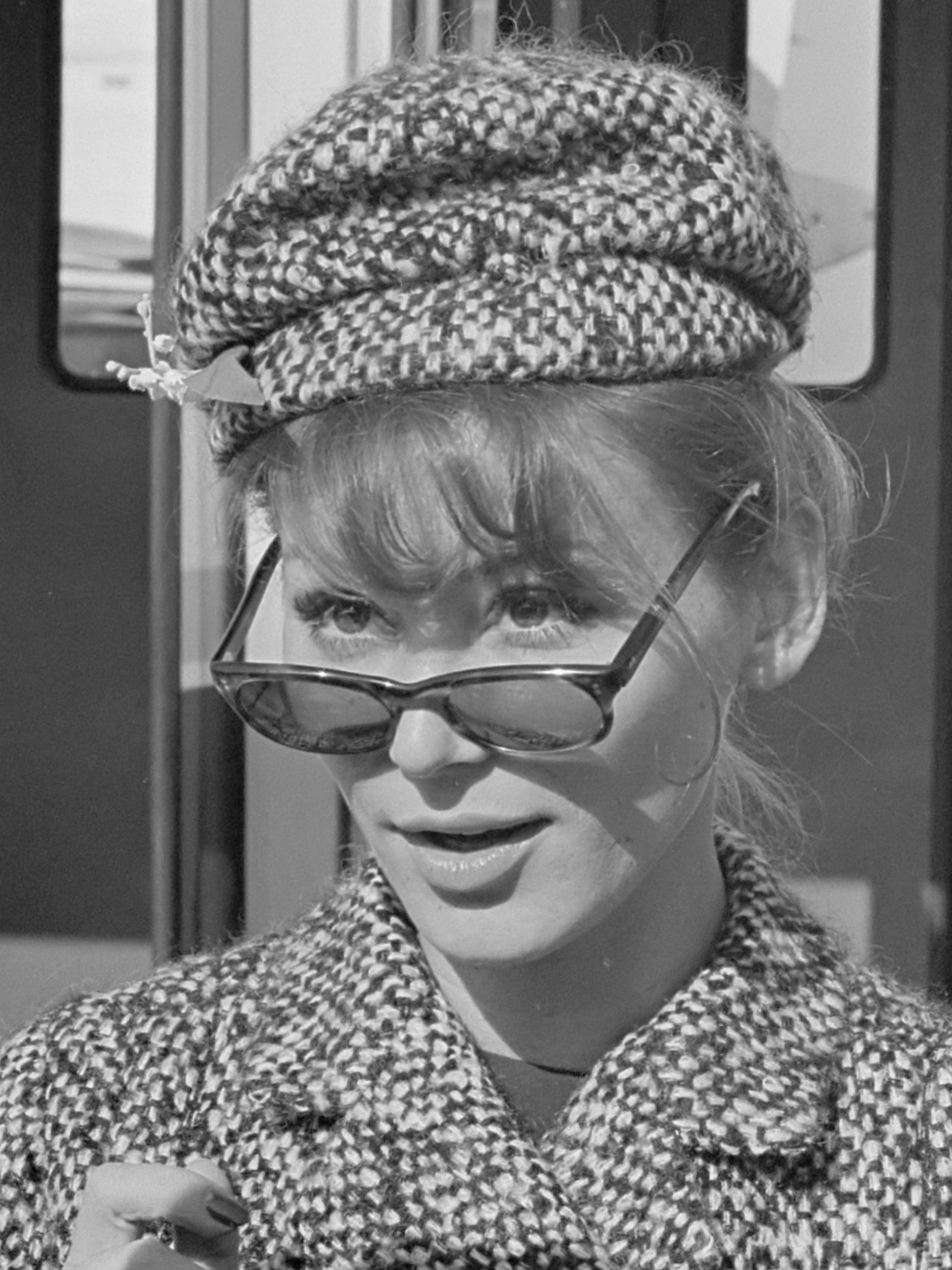
Irina Demick (1962)

Irina Demick (* 16. Oktober 1936 als Irina Dziemiach in Pommeuse, Département Seine-et-Marne, Frankreich; † 8. Oktober 2004 in Indianapolis, Indiana) war eine französische Schauspielerin.

## Werdegang
Sie war ursprünglich Fotomodell und arbeitete für Dior und Givenchy. Mit der Rolle der Widerstandskämpferin Janine Boitard in der Großproduktion Der längste Tag wurde Demick 1962 bekannt. In André Hunebelles OSS 117-Krimi OSS 117 se déchaîne spielte sie die Lucia, neben Jean-Pierre Cassel in Philippe de Brocas Ich war eine männliche Sexbombe die Nicole. In Bernhard Wickis Friedrich-Dürrenmatt-Verfilmung Der Besuch war sie als Anya neben Ingrid Bergman und Anthony Quinn mit von der Partie. In Der Tag danach spielte sie in einem Invasions-Kriegsdrama neben Cliff Robertson die Lilli. Zu ihrem größten Erfolg wurde ihre sechsfache Rolle als Brigitte, Ingrid, Marlene, Françoise, Yvette und Betty in Die tollkühnen Männer in ihren fliegenden Kisten. Darin verführte sie bei jedem Etappenhalt Jean-Pierre Cassel. Sie spielte in Pierre Granier-Deferres Ganoven rechnen ab mit Lino Ventura und Charles Aznavour, war 1966 in Rolf Thieles Dürrenmatt-Verfilmung Grieche sucht Griechin die schöne Chloé an der Seite von Heinz Rühmann, spielte abermals in Hollywood in Die Pille war an allem schuld (1968) und war die mit Alain Delon fremdgehende und dann ermordete Gangster-Gattin Jeanne Manalese in Henri Verneuils Der Clan der Sizilianer (1969).
Nach diesen vielversprechenden Filmen in den 1960ern erhielt sie in den 1970er Jahren nur noch wenige Rollen, so neben Anita Ekberg in der Busenkomödie Quella chiara notte d'ottobre (1970), neben Uschi Glas in der Sex-Komödie Die Weibchen (1970) und an der Seite von Robert Hoffmann in dem Horrorthriller Nackte ermordete Mädchen im Park (1971). Ihre letzte Rolle hatte sie 1972 als Mutter in Riccardo Fredas Horrorfilm Estratto dagli archivi segreti della polizia di una capitale europea. Im selben Jahr heiratete sie einen französischen Geschäftsmann und beendete ihre Karriere.

## Filmografie
- 1959: Rote Haare – freche Lippen (Julie la Rousse)
- 1962: Der längste Tag (The Longest Day)
- 1963: O.S.S. 117 greift ein (OSS 117 se déchaîne)
- 1964: Der Besuch (La Rancune)
- 1964: Ich war eine männliche Sexbombe (Un monsieur de compagnie)
- 1965: Der Tag danach (Up from the Beach)
- 1965: Die tollkühnen Männer in ihren fliegenden Kisten (Those Magnificent Men in their Flying Machines)
- 1965: Ganoven rechnen ab (La Métamorphose des cloportes)
- 1966: Grieche sucht Griechin
- 1967: Komm Gorilla, schlag zu! (Tiffany memorandum)
- 1968: Die Pille war an allem schuld (Prudence and the Pill)
- 1969: Erzengel (L’arcangelo)
- 1969: Von allen Hunden des Krieges gehetzt (La porta del cannone)
- 1969: Der Clan der Sizilianer (Le Clan des Siciliens)
- 1970: Die Weibchen
- 1971: Francisco Goya – Aus dem Leben eines Malers (Goya, historia de una soledad)
- 1971: Quella chiara notte d'ottobre
- 1972: Ragazza tutta nuda assassinata nel parco / engl. Titel: Naked Girl Murdered in the Park
- 1972: Estratto dagli archivi segreti della polizia di una capitale europea